# Ptuj
Ptuj (en alemany Pettau, llatí Poetovio) és una ciutat d'Eslovènia. Està situada a la Baixa Estíria (nord-est d'Eslovènia), i té cap a 20,000 habitants.
És una de les ciutats més antigues d'Eslovènia. Data de l'Edat de Pedra, però la ciutat fou la més pròspera de l'època romana. La ciutat de Poetovio fou el centre de la Legió XIII Gemina a la Pannònia. El nom prové de l'època de l'emperador Trajà, que li concedí l'estatus de ciutat i l'anomenà Colonia Ulpia Traiana Poetovio. Cap a l'any 69 AD, l'emperador Vespasià fou elegit a Ptuj, i de fet la primera menció escrita de la ciutat ve d'aquell mateix any. Després de la caiguda de l'Imperi Romà, Ptuj tornà a guanyar els drets de ciutat al segle x.

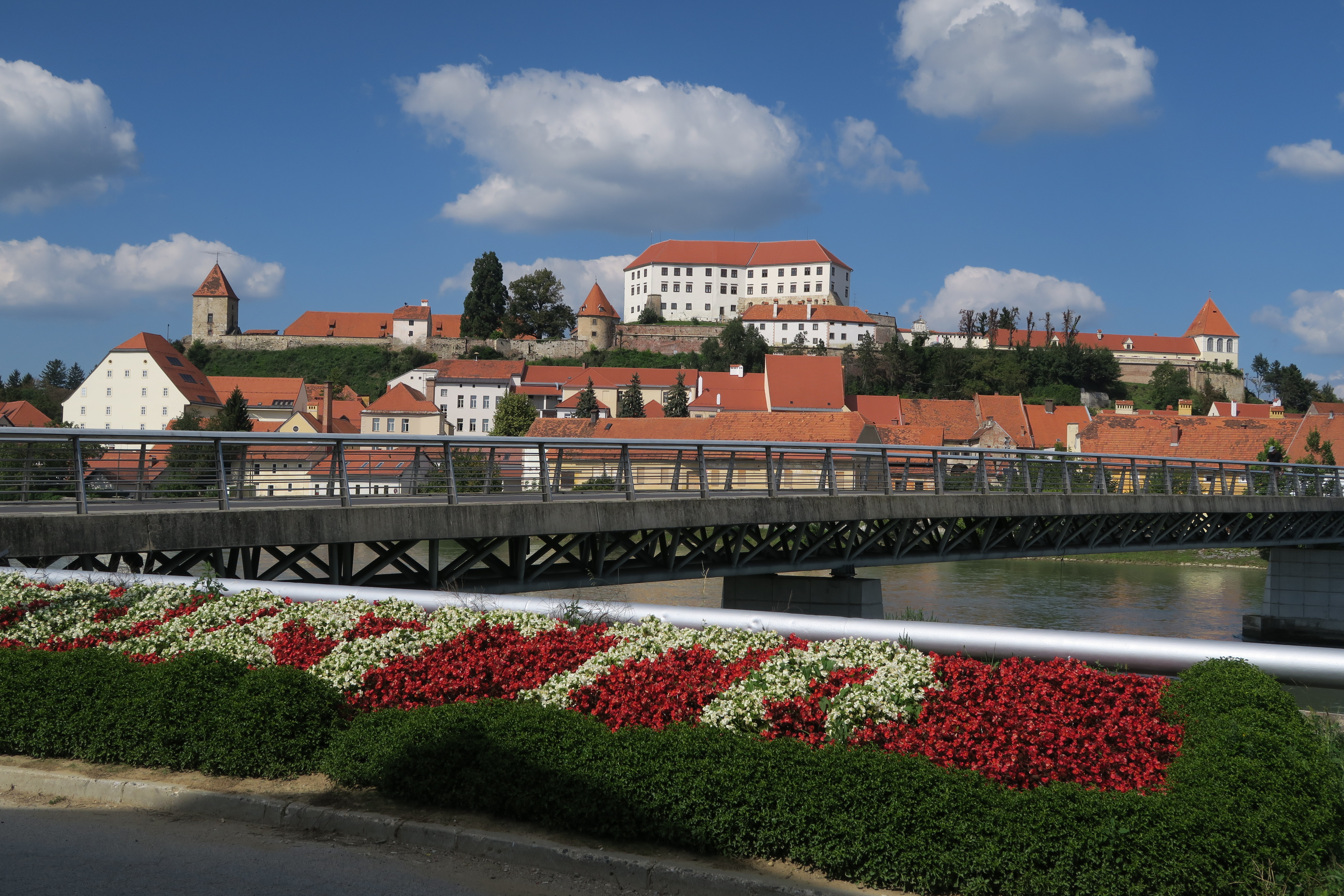
Vista de Ptuj.

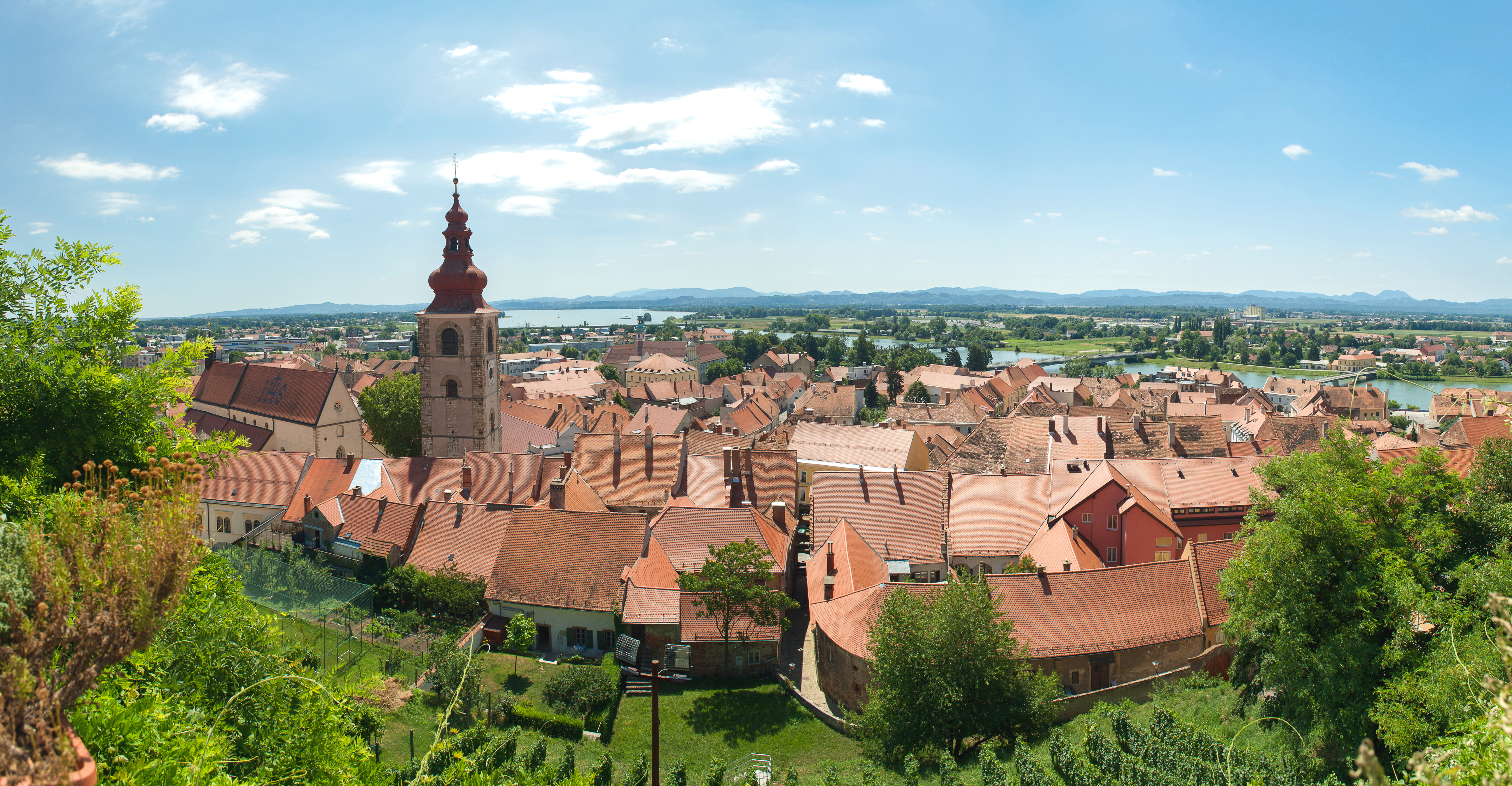

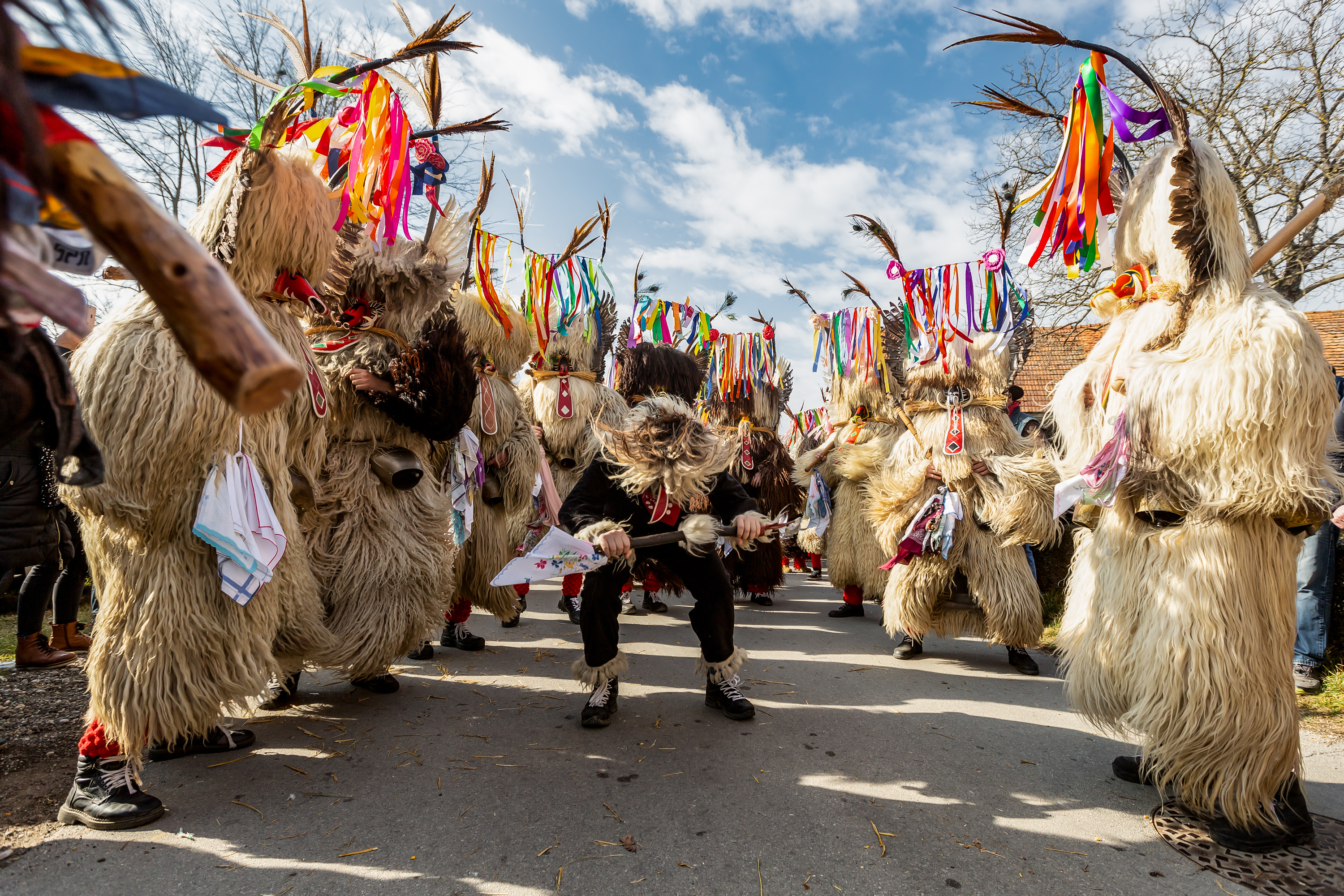